# Ceresium holophaeum
Ceresium holophaeum är en skalbaggsart som beskrevs av Bates 1873. Ceresium holophaeum ingår i släktet Ceresium och familjen långhorningar. Inga underarter finns listade i Catalogue of Life.